# Chabenec (Nízké Tatry, 1955 m)
Chabenec je jeden z nejvyšších vrcholů tvořících hlavní hřeben slovenského pohoří Nízké Tatry. Tento hřeben jím prochází od východu k západu a tvoří hranici mezi Žilinským a Banskobystrickým krajem. Západně od vrcholu leží Sedlo Ďurkovej a poblíž pak turistická útulna Ďurková.
Koncem roku 1944 při přechodu hřebene Nízkých Tater na svahu Chabence zahynuly desítky povstalců účastnících se Slovenského národního povstání, mezi nimi i komunistický novinář Jan Šverma.